# God and Man at Yale
God and Man at Yale: The Superstitions of „Academic Freedom” este o carte publicată de William F. Buckley Jr. în 1951 despre experiențele sale din timpul studenției la Universitatea Yale. Buckley, la momentul respectiv în vârstă de 25 de ani, a criticat corpul profesoral al universității pe motiv că le impune studenților ideologia colectivistă, keynesiană și seculară. De asemenea, a criticat mai mulți profesori pe față, susținând că aceștia încearcă să distrugă convingerile religioase ale studenților prin promovarea unei atitudini ostile față de religie, iar universitatea era acuzată că face apologia liberalismului⁠(d). Buckley susține că din moment ce majoritatea absolvenților Universității Yale cred în Dumnezeu, cursurile predate nu ar trebui să conțină critici la adresa credinței lor. Acesta a devenit în cele din urmă o voce importantă a mișcării conservatoare americane în a doua jumătate a secolului al XX-lea.

## Recenzii și impactul cultural
God and Man at Yale a primit recenzii mixte sau dure la momentul publicării, inclusiv din partea profesorilor Peter Viereck⁠(d) și McGeorge Bundy⁠(d).
Mai mulți intelectuali și comentatori americani au subestimat impactul pe care lucrarea și autorul ei îl vor avea asupra societății americane. Deși au considerat cartea ca fiind nesemnificativă, aceasta a reprezentat o rampă de lansare pentru tânărul conservator. Introducerea cărții era redactată de jurnalistul John Chamberlain⁠(d), care menționa că „i-a schimbat viața”. Buckley a devenit o personalitate activă în mișcarea conservatoare odată cu înființarea revistei sale politice - National Review - și a emisiunii de televiziune Firing Line⁠(d). Revista și creatorul ei au jucat un rol important în unificarea diferitelor facțiuni ale mișcării conservatoare în vederea alcătuirii unei forțe politice puternice.
În 2002, lucrarea a fost prezentată în serialul C-SPAN American Writers: A Journey Through History⁠(d) într-un episod intitulat „Writings of Kirk and Buckley”.
La șaizeci de ani de la publicarea cărții, aceasta a apărut în lista „All-Time 100 Nonfiction Books” a revistei Time despre „cele mai bune și mai influente 100 de cărți scrise în limba engleză începând din 1923”. De asemenea, un simpozion despre lucrare a fost organizat de National Review.